# 울라 스코그
울라 스코그(Ulla Skoog, 1951년 2월 23일 ~ )는 스웨덴의 배우이다.

## 출연 작품
- 나 서그리스카르 (2014)
- 마지막 문장 (2012)